# А планине одјекнуше
A планине одјекнуше (енгл. And the Mountains Echoed) трећи је по реду роман америчко-авганистанског писца Халеда Хосеинија. Роман је објављен 2013. године, а исте године је објављен и превод на српски језик у издању издавачке куће Лагуна. Превод је начинио Никола Пајванчић.
Хосеини је изнео своје намере да ликове учини сложенијим и морално двосмисленијим. Настављајући породичну тему успостављену у његовим претходним романима, Ловац на змајеве и Хиљаду чудесних сунаца, и планине су одјекивале, фокусира се на однос између браће и сестара. Поред Абдулаха и Пари, Хосеини је увео још два пара браће и сестара и везе сличне браћи и сестрама — маћеху Парвану и њену сестру Масуму која има инвалидитет и авганистанско-америчког лекара по имену Идрис и његовог рођака Тимура.
Како је то био први Хосеинијев роман који је објављен у шест година, И планине одјекнуше наводно је био веома тражен. Добио је позитивне критике пре објављивања и очекивао се као још један снажан успех, достигавши првих 10 на Amazon.com пре објављивања и касније постао бестселер. Пет месеци након објављивања романа, објављено је да је продато три милиона примерака.

## Синопсис
Роман почиње 1952. године. Сабур, осиромашени фармер из измишљеног села Шадба, одлучује да прода своју трогодишњу ћерку Пари богатом пару без деце у Кабулу. Абдулах обожава Пари и помаже јој да скупља разно перје које она воли. Једном је продао пар својих ципела за пауново перо јер је знао да ће га Пари ценити. Не знајући за очеве планове, десетогодишњи Абдулах, који је одгајао Пари откако је њихова мајка умрла при порођају, инсистира да прати када његов отац одлази из села у Кабул са Паријем. Након што му је неколико пута ошамарио и наредио му да се врати у село, Сабур коначно попушта и дозвољава Абдулаху да дође под условом да не лије сузе. Док кампује преко ноћи, Сабур прича деци причу о још једном сиромашном фармеру који је био приморан да се одрекне вољеног детета, али значај приче није забележен код Абдулаха. Тек након што стигну у дом усвојитеља у Кабулу и када он посети базар да купи ствари за Пари, Абдулах схвата шта се дешава. Он се залаже и јадикује против Сабурове одлуке да није могао да плаче у Кабулу док га госпођа Вахдати покушава уверити да је ова одлука најбоља и да ће разумети када буде старији. Абдулах чува Паријину кутију перја.
Наредна поглавља објашњавају како је дошло до одлуке: маћеха деце, Парвана, одрасла је као мање омиљено дете поред своје прелепе сестре близнакиње Масуме. Једног дана, у налету љубоморе јер су се Масума и Сабур требали венчати, гурнула је Масуму са дрвета што је довело до параплегије. Парвана је касније провела неколико година бринући се о својој сестри све док је ова није замолила да јој помогне да изврши самоубиство и да се потом уда за Сабура. На Масумин захтев Парвана води Масуму усред ничега и оставља је тамо. Њихов старији брат, Наби, отишао је да ради за господина Вахдатија, богатог човека у Кабулу, и заљубио се у његову жену Нилу. Након што је Нила изразила ужаснутост због своје неспособности да има децу, Наби је договорила да Пари буде продата, јер је Парвана родила сина, а Сабур не може да издржава троје деце. Након што је Пари продата у Кабулу, Наби више није добродошао у село.
У наредним годинама, Абдулах напушта Авганистан. Г. Вахдати је доживео мождани удар, што је навело Нилу, која је имала мајку Францускињу и која је течно говорила француски, да узме Пари и пресели се у Париз, Француска. Наби, док преузима улогу Вахдатијевог примарног неговатеља, проналази бројне скице у Вахдатијевом ормару испуњене његовим сликама нацртаним пре можданог удара. Узнемирен открићем да га господин Вахдати воли, он одлучује да оде, али убрзо одустаје након што није у стању да пронађе некога ко би могао да га преузме. Наби потом проводи наредних 50 година радећи за господина Вахдатија. Он развија дубоку везу са својим послодавцем, а Наби схвата да је његова сврха да брине о господину Вахдатију. Касније се здравље господина Вахдатија додатно погоршава, а Наби му помаже да изврши самоубиство уз помоћ љубећи га у усне и притискајући му јастук на лице.
Вахдатијеви суседи се, у међувремену, селе у Сједињене Државе са својом децом након совјетске инвазије. Рођаци Идрис и Тимур враћају се у Авганистан више од две деценије касније 2003. како би повратили имовину своје породице. Док је тамо, Тимур прави хуманитарну акцију после које ће дати новац просјацима, док се Идрис приватно повезује са Роши, девојком из Авганистана која пати од ужасне повреде и чију је породицу убио њен ујак. Идрис у почетку обећава да ће Роши организовати операције потребне за њен опоравак, али се дистанцира од ње и Авганистана по повратку у САД. Неколико година касније, Идрис наилази на Роши како потписује копије својих најпродаванијих мемоара, које је посветила својој усвојитељици и Тимуру, који је платио њену операцију.
Нила, која сада живи у Паризу, несрећна је већи део свог живота, имајући велики број љубавника и почиње да назива обичан и практичан живот као своју "казну". Она је извршила самоубиство 1974. након што је дала детаљан интервју о свом раном животу. Пари сумња да она није Нилина биолошка ћерка и планира пут у Авганистан да истражи своје наслеђе. Међутим, она то одлаже на неодређено време након што се уда и затрудни. Након што је имала троје деце и остала удовица у 48. години, она добија постхумно писмо од Набија 2010. године, у 63. години, са детаљима о околностима њеног усвајања од стране Вахдатија.
Каснија поглавља се фокусирају на Адела, дечака који сазнаје да му је отац ратни злочинац и да је његова кућа изграђена на земљишту које је раније припадало Сабуру, и Маркоса, грчког хуманитарног радника у Авганистану и Набијевог познаника. У овом поглављу, Икбал, Сабуров и Парванин син, је старији човек и покушава да добије документа која доказују да је власник земље, али Аделов отац потплаћује судију да каже да су изгорели у пожару. Бесан и узнемирен, Икбал одлази до Аделове куће и баца камен кроз прозор. Аделов отац "послује" са Икбалом, а Адел је уверен да га је његов отац убио.
У последњем поглављу, које прича Абдулахова ћерка, такође по имену Пари, Абдулах и Пари се поново уједињују у Калифорнији након више од 50 година размака. Међутим, он болује од Алцхајмерове болести и не може да се сети да је поновила закључак приче коју им је њихов отац испричао пре толико година као деци, последње вечери у Авганистану. Абдулахова ћерка проналази кутију перја и поклања је Пари, иако се не сећа значаја перја, дирнута је што ју је Абдулах све ове године имао на уму.

## Састав и објављивање
Калед Хосеини је рођен у Авганистану, али је напустио земљу 1976. године са 11 година, да би се на крају преселио у Сједињене Државе где је радио као лекар. Свој први роман, Ловац на змајеве, написао је 2003. године, а годину и по касније постао је писац са "пуним радним временом". Своју другу књигу, Хиљаду чудесних сунаца, објавио је 2007. Оба романа су била успешна, а до његовог трећег објављивања заједно су продати у преко 38 милиона примерака у 70 земаља.
Хосеини је први пут почео да разматра могући заплет радње A планине одјекнуше током путовања у Авганистан 2007. са Агенцијом УН за избеглице. Док је био тамо, чуо је приче неколико сеоских старешина о смрти мале, осиромашене деце током зиме, што је дало основу за фундаментални догађај романа: избор родитеља да прода дете како би спречио да се то догоди. „Роман је почео са једном сликом у мојој глави коју једноставно нисам могао да одбацим“, пренео је он. „То је била слика човека који иде пустињом и вуче мали црвени вагон а у њему је девојчица стара око 3 године, а иза њега иде дечак, а ово троје људи иду преко пустиња.“ Хосеини је првобитно планирао да буде написан на линеарни начин сличан његовим претходним романима, али је током процеса писања роман проширен да покрије низ међусобно повезаних прича које окружују велики број ликова који нису директно повезани једни другима. Упоређујући процес са стаблом, он је навео да се та прича „само разгранала“ и „како је ишла све већа и већа“.
Као што је и његов образац, Хосеини се ослањао на своја рана искуства у Авганистану да би створио основу за књигу. Он наводи да су његова путовања у Авганистан касније у животу такође утицала на његово писање, додуше нехотице. На пример, током посете 2009. срео је две младе сестре у удаљеном селу изван Кабула. Старија, за коју је проценио да има око шест година, млађој девојчици је деловала као мајка. Хосеини је изјавио да је њихова веза формирала основу односа између Абдулаха и Пари у роману.
Роман је постао први који се није директно бавио талибанима, што је било истакнуто у оба његова претходна дела. Иако Хосеини није свесно одлучио да избегне ту тему, изјавио је да му је драго што се удаљио од ње како би очувао свежину приче. Борбе ликова биле су углавном личне и нису биле повезане са политичким превирањима у Авганистану. Хосеини је додао: „Надам се да ће доћи дан када будемо писали о Авганистану, где ћемо моћи да говоримо о Авганистану у контексту ван ратова и борби у последњих 30 година. На неки начин мислим да је ова књига покушај да се то уради."
Наслов је изведен из стиха из Песме медицинске сестре енглеског песника Вилијама Блејка: "И сва брда су одјекнула". У јануару 2013, издавач Publishers Weekly је објавио датум објављивања као 21. мај те године, а издавач Riverhead Books је објавио изјаву да је роман о томе „како волимо, како бринемо једни о другима и како избори које доносимо резонују кроз генерације." Први штампан у тврдом повезу, роман је био по цени од 28,95 долара у Сједињеним Државама и 14,99 фунти у Уједињеном Краљевству. Хосеини је отишао на петонедељну турнеју у 41 град широм Америке како би промовисао књигу. У октобру 2013. године потврђени су планови да се роман преведе на 40 језика, међу којима су исландски и малајски.

## Ликови
Халед Хосеини је одлучио да исприча причу у „фрагментираној и флуидној“ форми; сваки од девет поглавља је испричано из перспективе другачијег лика, а сваки наратив пружа међусобну везу са другима. Критичарка Лос Анђелес Тајмса Венди Смит упоредила је овај стил са класиком Хиљаду и једна ноћ.
- Абдулах је Авганистанац који је одрастао у измишљеном селу Шадба. Након што је његов отац одлучио да прода своју млађу сестру брачном пару у Кабулу, он одлучује да напусти Авганистан, путујући у Пакистан и на крају у Сједињене Државе. Тамо отвара авганистански ресторан и има ћерку, којој је дао име по сестри. Након смрти његове супруге, Абдулаху је дијагностификована Алцхајмерова болест и касније се више не може сетити своје сестре након што се поново спојио са њом.
- Пари је Абдулахова млађа сестра коју, у доби од три године, отац продаје богатом пару Вахдати у Кабулу. Она и Абдулах су приказани као да имају необично блиске односе током њених раних година, иако га она заборавља заједно са остатком своје биолошке породице након усвајања. Своју адолесценцију и одрасло доба проводи у Француској након можданог удара свог усвојитеља и на крају постаје свесна своје историје кроз постхумно писмо свог ујака Набија, који је организовао да се она прода као дете. Када се коначно поново уједини са Абдулахом, он не може да је се сети због Алцхајмерове болести. „Могао сам да видим да ће се, ако дође до поновног окупљања, десити под овим условима и то не би било поновно окупљање које бисмо очекивали, а можда и оно које желимо“, објаснио је Хосеини.[12]
- Нила Вахдати је млада француско-авганистанска жена позната по својој сексуалној поезији која је удата за богатог кабулског бизнисмена. Према Хосеинију, многи аспекти њеног карактера потичу од жена које је срео током забава које су његови родитељи организовали у Кабулу 1970-их, од којих се многе сећа као „лепих, веома отворених, темпераментних... слободно пију, пуше“. У неком тренутку пре почетка приче, она је очигледно била стерилисана док је била подвргнута лечењу од болести, што ју је навело да купи Пари као усвојену ћерку. Описана као необично лепа и незадовољна, касније се сели у Париз након можданог удара свог мужа и на крају изврши самоубиство. Хосеини је објаснио да није бринуо о томе да Нила буде симпатична – „Само сам желео да буде стварна – пуна беса и амбиција и увида, крхкости и нарцизма.“[12]
- Парвана је маћеха Абдулаха и Пари. Одрасла је у Шадбаху са својим братом Набијем и сестром близнакињом Масомом. Парвана је мање вољена од своје сестре већи део свог живота. Ово на крају резултира оним што Рафија Закарија описује као „потресну причу о обичној близанкињи чији једини чин освете, гурања њене лепе сестре са љуљашке, доводи до доживотног моралног терета“. Масумина несрећа оставља је парализовану, остављајући Парвану мучену кривицом и приморану да се брине о њој од тада па надаље. После неколико година, Масума убеђује Парвану да је остави у пустињи да умре и уда се за Сабура, Абдулаха и Паријиног оца.
- Наби је старији брат Парване и Масуме. Упркос томе што је „лик који измиче из пажње многих бучнијих ликова романа“, он организује догађај који служи као примарна радња приче: усвајање Пари. Након што је унајмљен као шофер за Вахдатије, он постаје заљубљен у Нилу без деце и организује да јој Пари буде продата у нади да ће постати његова љубавница. Након што Нилин муж доживи мождани удар и Нила одлази у Париз, он схвата да је био глуп што је тако мислио и постаје главни неговатељ свог послодавца који је везан за кревет. Касније развија дубоку везу са господином Вахдатијем и они постају платонски доживотни партнери.
- Амра Адемовић је босанска медицинска сестра која ради у болници у Авганистану након пада Талибана. Она брине и касније усваја Рошија, тешко рањеног авганистанског сирочета. Амра је, према Хосеинију, створена да представља стране хуманитарне раднике који служе у Авганистану. Током посете земљи 2003. сусрео се са великим бројем људи који су напустили удобан начин живота како би помогли у пружању помоћи, и желео је да им ода почаст кроз портрет Амре. Хосеини је описао овај лик као једног од његових омиљених и рекао: „Видела је човечанство у најгорем стању, пошто је већину своје каријере радила у ратним зонама, а ипак је задржала велику способност саосећања и милосрђа.[13] Такође је веома улично паметна, жестоко интелигентна и брутално поштена."
- Идрис је авганистанско-амерички лекар који је напустио Авганистан током совјетске инвазије. Касније се враћа у Авганистан, заједно са својим нарцисоидним и детињастим рођаком Тимуром, 2003. како би повратио земљу њихове породице. Док је тамо, Идрис упознаје Роши и спријатељи се са њом, дирнут њеном трагичном причом. Хосеини је навео да је Идрисово искуство као авганистанског исељеника делимично засновано на његовом. „Он је био средство да се опише како је бити Авганистанац у егзилу, да се вратим да видим колико се моје искуство разликовало од других Авганистанаца“, рекао је Хосеини. Идрис планира да плати операцију у Америци, али по повратку кући губи тај нагон. Касније се сазнаје да Тимур плаћа Рошијеву операцију.
- Маркос Варварис је пластични хирург са грчког острва Тинос. Његова најбоља другарица из детињства, Талија, патила је од тешког изобличења лица након што ју је напао пас и подвргнут неуспешној операцији. Ово је мотивисало Маркоса да постане хирург и ради у разним земљама у развоју, укључујући Авганистан.
- Адел је син богатог ратног злочинца. Адел је одрастао у изолованој вили са уверењем да је његов отац херој, сведочећи како он донира новац и финансира изградњу школа. Када открије истину, он је дубоко узнемирен, али свестан „[оног] дела себе који би временом постепено, готово неприметно, прихватио овај нови идентитет који је тренутно боцкао као мокри вунени џемпер.“

## Теме
Док се Ловац на змајеве фокусирао на динамику између очева и синова, а Хиљаду чудесних сунаца на динамику између мајки и ћерки, овај роман своју причу прича кроз призму братских и сестринских односа — тема која се прелама кроз животе неколико парова браће и сестара.
— Мичико Какутани из Њујорк тајмса: Халед Хосеини сматра да су бол, љубав и породична љубав главне теме романа. Раздвајање двоје браће и сестара, Абдулаха и Пари, је „срце књиге“. Обоје су касније постали „жртве протока времена“: Абдулах, који је старији и памти Пари, мучи се због њеног губитка већи део свог живота, док је Пари млађа и способна да заборави свог брата након што га је изгубила. Међутим, пред крај књиге, Пари је обавештена да је усвојена и да има брата Абдулаха; она га лоцира у Сједињеним Државама само да би открила да он болује од Алцхајмерове болести и да је заборавио на њу. Хосеини је изјавио: „Неколико пута се поставља питање да ли је сећање благослов – нешто што чува све ствари које су вам драге – или је сећање проклетство – нешто што вас тера да поново проживите најболније делове свог живота, труд, борба, туге.“ Дакле, комбинација ових догађаја чини И планине одјекују „нешто попут бајке окренуте на главу“.
Мислим да су у суштини све три моје књиге биле љубавне приче — и то нису биле традиционалне љубавне приче у смислу романтичне љубавне приче између мушкарца и жене, знате, то су биле приче о љубави између ликова где не бисте очекивали да ће се наћи љубав. Дакле, увек се ови интензивни односи формирају под неочекиваним околностима.
Рафија Закарија, написала је да су теме кривице и захвалности такође истакнуте. Она је користила позадину Парване, Абдулахове и Паријине маћехе и њене сестре Масуме као пример: „Проналазимо потресну причу о обичној близанкињи чији једини чин освете, гурања њене лепе сестре са љуљашке, доводи до доживотног моралног терета. Сестра, која је требало да буде удата за човека кога обе сестре воле, постаје доживотни инвалид, и обе служе казну, здрава се брине о другој и разбијена у себи сазнањем да је она узрок њихове колективне несреће. .“ Она је навела да се тема зависности проширила и на причу о Набију, Парванином брату који организује продају Пари и који је касније остављен као једини старатељ свог парализованог послодавца.

## Критике
Три милиона примерака романа је продато у року од пет месеци од објављивања. Уопштено говорећи, роман је добро примљен, а критичарка Лос Анђелес Тајмса Венди Смит сматра да је „болно тужан, али и озарен љубављу“. Фран Хоторн описао је књигу као „маестрално приповедање“ и „застрашујући приказ ратом разореног Авганистана и увид у живот авганистанских исељеника“. Сузан Бејл је написала да „[схвата] на личном нивоу историју његове ратом разорене домовине: жестоке лојалности смењују се са крвавим издајама“. Филип Хеншер из Гардијана дао је осредњу рецензију и рекао: „Уживао сам у овом роману на веома незахтеван начин. Промене гледишта би биле амбициозне да роман има било какво интересовање за различите психологије. Али он служи својој сврси у пружању забава два и по сата; дан након што сам је завршио, заборавио сам све у вези са тим."
Рецензенти су се сложили да је Хосеини успео да своје ликове учини сложеним. Александер Линклејтер из Гардијана је написао: „Од тренутка када је свануло да ће Сабур дати Пари жени богаташа у Кабулу, Хосеини засићује различите слојеве и ликове свог романа чежњом за тренутком када брат и сестра ће се поново ујединити." Сониа Камал је била посебно наклоњена Амри, босанској хуманитарној радници која брине о Рошију, јер она "запањује својом надом у људскост без обзира на безосећајност којој је сведочила". Критичар Кевин Ненс сматрао је причу о Абдулаху и Пари „разарајућом“, али је сматрао да је велики број ликова, „укључујући неке уведене прилично касно у поступку, када читалац само жели да се врати главној глумачкој постави“, био претерани.
Структура књиге изазвала је мешовите реакције, а Ким Хјус из Торонто Стар описала ју је као „најодлучују карактеристику романа и његову најраздражујућу уображеност“. Веровала је да је Пари требало да буде протагониста приче, али да је због промене фокуса на бројне друге личности „једва [шкрипи] кроз неред“. Арифа Акбар је изјавила: „Промењиве тачке гледишта и скокови у времену могу збунити и ограничити, остављајући ликове јасно дефинисане, али им недостаје дубина. Деценије галопирају и као да ће прича о овим међусобно повезаним, међугенерацијским животима једноставно проћи о понављању првобитног злочина Абдулаховог и Паријиног раздвајања.“ Мичико Какутани из Њујорк тајмса је сматрао да је приповедање налик новели добро обрађено и написао је: „Нови роман Халеда Хосеинија, А планине одјекнуше, можда има најнезгоднију наслов у његовом делу, али то је његова најсигурнија и емоционално најзанимљивија прича до сада, течнија и амбициознија од Ловца на змајеве (2003), наративно сложенија од Хиљаду сјајних сунаца (2007). да је структура „изузетно израђена“. Шерин Ел Банхави додала је да је фокус на више ликова омогућио читаоцима да боље разумеју различитости авганистанске културе.